# Viação São Paulo São Pedro
A Viação São Paulo São Pedro foi uma empresa brasileira que atuava no ramo de transportes, fundada por Humberto Gianetti, Francisco Gianetti e Benedicto Gianetti em 1962 na cidade de Piracicaba, estado de São Paulo.
Anteriormente era chamada de Viação São José do Turismo Ltda, que possuía uma linha de ônibus que ligava a capital São Paulo a São Pedro, no interior paulista. Por este fato, a empresa teve sua razão social alterada para Viação São Paulo São Pedro Ltda. em 1º de agosto de 1962. Em 1991, começou a ser administrada pelo Grupo Comporte, conglomerado de transportes liderado pelo empresário Nenê Constantino, que também controla a Gol Linhas Aéreas.
A empresa operava linhas que atendiam diversas cidades do interior paulista como São Pedro, Águas de São Pedro, Piracicaba, Santa Bárbara do Oeste, Americana e Jundiaí, além da própria capital paulista e os municípios de São Caetano do Sul, Santo André e São Bernardo do Campo.
Em fevereiro de 2020, foi incorporada à Viação Piracicabana, pertencente ao mesmo grupo e que já atuavam em conjunto, contando com anuência da ARTESP, que regula os transportes no estado de São Paulo.